# Araneus nympha
Araneus nympha este o specie de păianjeni din genul Araneus, familia Araneidae. A fost descrisă pentru prima dată de Simon, 1889. Conform Catalogue of Life specia Araneus nympha nu are subspecii cunoscute.